# Unzué
Unzué (o Untzue in basco) è un comune spagnolo di 138 abitanti situato nella comunità autonoma della Navarra.